# K-148 Krasnodar
El K-148 Krasnodar fue un submarino de misiles de crucero de la clase Oscar II que operó para la Armada soviética y después para la Armada rusa. Se construyó en Sevmash con el número de serie 617, se botó en marzo de 1985 y se dio de baja a finales de 2012. El 17 de marzo de 2014 se produjo un incendio en o cerca del buque durante su desguace en el Astillero Naval Ruso de Nerpa, cerca de la ciudad administrativamente cerrada de Snezhnogorsk. Un vocero del astillero informó que el fuego fue extinguido rápidamente, sin heridos ni emisiones radiactivas.